# Ӽ
Das Ӽ, ӽ ist ein Buchstabe des kyrillischen Alphabet, welches sich vom Buchstaben Х ableitet.  Benutzt wird dieser Buchstabe in der itelmenischen und niwchischen Sprachen. Das Ӽ ist das Zeichen für den stimmlosen uvularen Frikativ [χ]. 